# Daniel Bacher
Daniel Bacher (Innsbruck, 17 dicembre 2004) è uno sciatore freestyle austriaco.

## Palmarès

### Winter X Games
- 1 medaglia:
  - 1 bronzo (big air ad Aspen 2024)

### Mondiali juniores
- 2 medaglie:
  - 2 argenti (slopestyle, big air a Krasnojarsk 2021)

### Coppa del Mondo
- Miglior piazzamento nella Coppa del Mondo generale di freestyle: 64º nel 2021
- 1 podio:
  - 1 secondo posto